# Obrnice
Obrnice (En alemán Obernitz) es una localidad y municipalidad (obec) en el distrito de Most en la región de Ústí nad Labem de la República Checa. La municipalidad tiene una superficie de 7,46 kilómetros cuadrados y al mes de agosto de 2006 tenía una población de 2.684 habitantes.
Obrnice se encuentra a aproximadamente 5 kilómetros de la ciudad de Most, a 30 kilómetros al sudoeste de Ústí nad Labem y a 70 kilómetros al noroeste de Praga.